# Jacques Louis Durand
Pour les articles homonymes, voir Jacques Durand et Durand.
Jacques Louis Durand est né à Pézenas (Hérault) le 20 août 1817 et mort fusillé à Paris le 25 mai 1871. C'est une personnalité de la Commune de Paris.

## Biographie
Ouvrier cordonnier comme son père, également militant syndicaliste, il signe le manifeste de l'Association internationale des travailleurs contre la guerre franco-prussienne de 1870. Il est sans succès candidat socialiste révolutionnaire aux élections du 8 février 1871 à l'Assemblée nationale. Il démissionne du Comité central de la Garde nationale le 15 mars. Le 16 avril 1871, lors d'élections partielles, le IIe arrondissement l'élit au Conseil de la Commune, où il siège à la commission de la Justice. Il vote pour le Comité de salut public. Il est fusillé par les Versaillais pendant la Semaine sanglante.

### Notices biographiques
- Jules Clère, Les hommes de la Commune : Biographie complète de tous ses membres, Paris, Libraire-éditeur É. Dentu, 1871, 195 p. (lire en ligne sur Gallica), p. 81-82
- Paul Delion, Les membres de la Commune et du Comité central, Paris, A. Lemerre éditeur, août 1871, 446 p. (lire en ligne sur Gallica), p. 87-88
- Bernard Noël, Dictionnaire de la Commune, Coaraze, L'Amourier éditions, coll. « Bio », avril 2021 (1re éd. 1971), 799 p. (ISBN 978-2-36418-060-4, ISSN 2259-6976, présentation en ligne), p. 286
- « Notice Durand Jacques, Louis », sur maitron.fr, Le Maitron, dictionnaire bibliographique du mouvement ouvrier et du mouvement social, Association Les Amis du Maitron (consulté le 7 août 2021)